# Ilkin Dovlatov
İlkin Dövlətov (Bakoe, 16 juni 1990) is een Azerbeidzjaanse mughamzanger.

## Biografie
Dövlətov raakte bekend in eigen land door in 2023 als tweede te eindigen in de Azerbeidzjaanse versie van The Voice. In maart 2024 werd hij samen met Fahree door de Azerbeidzjaanse omroep İctimai geselecteerd om zijn vaderland te vertegenwoordigen op het Eurovisiesongfestival 2024 in Malmö, Zweden. Ze haalden er de finale niet.
2008: Elnur & Samir · 
2009: AySel & Arash · 
2010: Səfurə Əlizadə · 
2011: Ell & Nikki · 
2012: Səbinə Babayeva · 
2013: Fərid Məmmədov · 
2014: Dilarə Kazımova · 
2015: Elnur Hüseynov · 
2016: Səmra Rəhimli · 
2017: Dihaj · 
2018: Aysel Məmmədova · 
2019: Chingiz · 
2021: Efendi · 
2022: Nadir Rüstəmli · 
2023: TuralTuranX · 
2024: Fahree feat. İlkin Dövlətov · 
2025: Mamagama